# USS Sam Nunn (DDG-133)
El USS Sam Nunn (DDG-133) será el 83.º destructor de la clase Arleigh Burke (Tramo III) de la Armada de los Estados Unidos. Su nombre USS Sam Nunn, anunciado el 6 de mayo de 2019 por el secretario de la Armada Richard V. Spencer, honra a un senador de Georgia y miembro de la US Navy.

## Construcción
El 27 de septiembre de 2018 fue autorizada su construcción, a cargo del Bath Iron Works (General Dynamics) de Bath, Maine.